# CQ-10 Snowgoose
CQ-10 Snowgoose (укр. «Сноуґус») — вантажний безпілотний літальний апарат.
Виготовляється канадською компанією Mist Mobility Integrated Systems Technology (MMIST). БПЛА є безпілотним паральотом або автожиром, залежно від версії.
На апараті встановлено гнучке крило з тканини — парафойл, натягнутої на каркас, що дозволяє запускати апарат з землі або скидати його з літака. Обладнаний приладами GPS-навігації.  Призначений для термінової точкової доставки дрібних вантажів у важкодоступні місця. В американській армії планується за допомогою цього апарату транспортувати медичне обладнання, боєприпаси, продукти.

## Застосування
SnowGoose був спочатку розроблений для доставки листівок, але фактично може виконувати різноманітні місії доставки в шести модульних вантажних відсіках. В Збройні сили США було поставлено 15 апаратів.

## Модифікації

### CQ-10A
Безпілотний параліт. Використовує як несучу аеродинамічну поверхню, крило типу парафойл. Рушій — штовхальний гвинт в задній частині вантажної гондоли, обертається двигуном Rotax 914.

### CQ-10B
Безпілотний автожир. Використовує для польоту горизонтальний гвинт встановлений в центрі мас гондоли, що обертається на авторотації. Рушій як і у версії CQ-10A, штовхальний гвинт. За заявою виробника, CQ-10B може перевезти 1088  кг  на відстань до 150  км від центральної бази за добу (24 год), розміщуючи вантажі в радіусі 30 м біля попередньо заданої точки, після чого виконує майже вертикальний зліт.

## Оператори

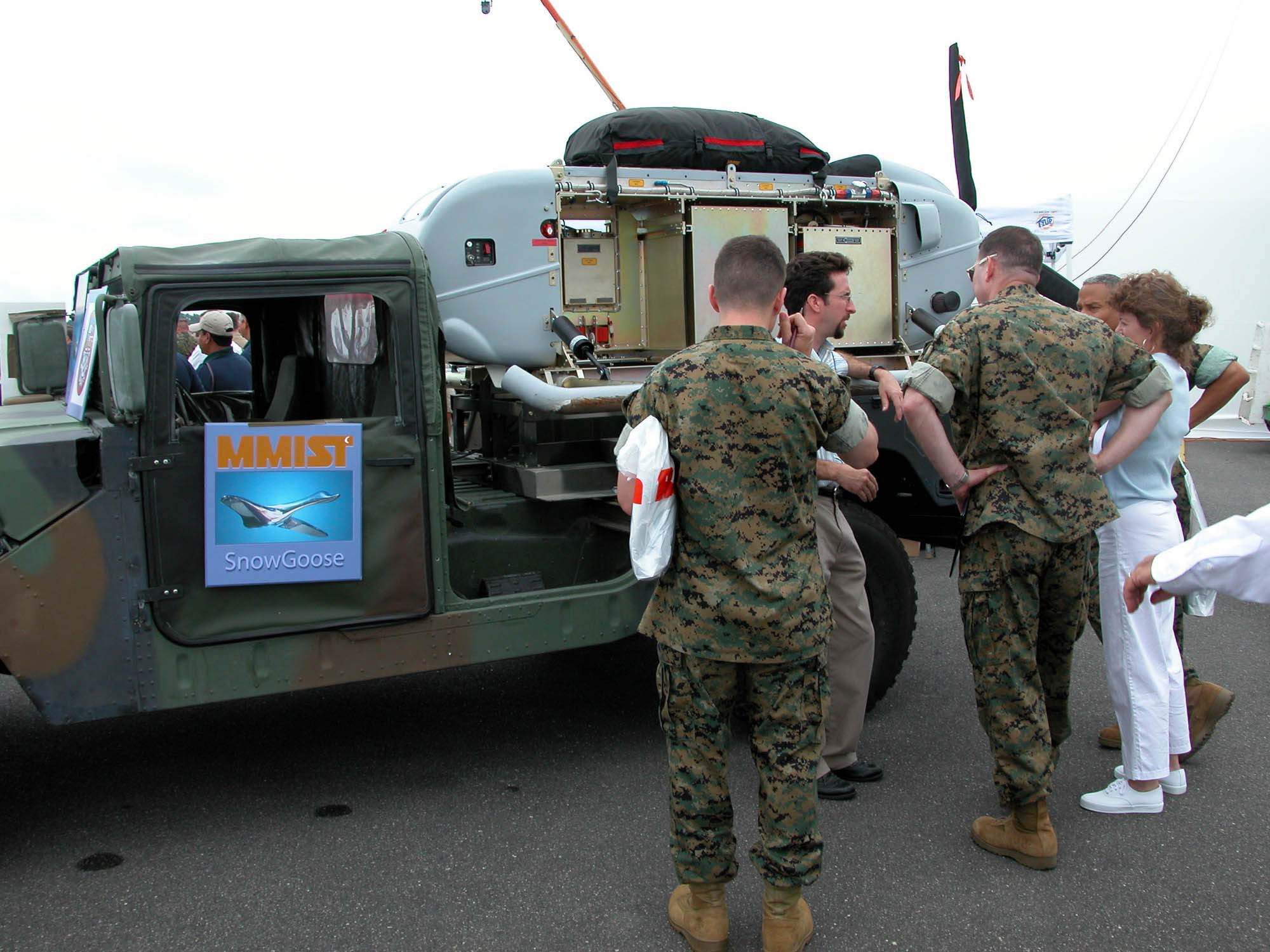
CQ-10 на Humvee

- Канада: тестування в 2007 році[що?]
- CQ-10 на Humvee США: Командування спеціальних операцій США

## ТТХ
1. Довжина: 2,90 м
2. Розмах крила: 2,1 м
3. Вага макс: 635 кг; порожнього: 270 кг
4. Максимальне корисне навантаження: до 272 кг  (версія "А") [3] / 227 кг (версія "B")
5. Двигун: поршневий двигун Rotax 914; 81 кВт (110 к.с.)
6. Крейсерська швидкість: 60 миль/год
7. Дальність: 300 км (34 кг корисного навантаження)
8. Швидкість: 61 км/год (версія "A")[3] / 120 км/год (версія B)
9. Стеля: понад 5500 м